# Quittung vom Salisberg

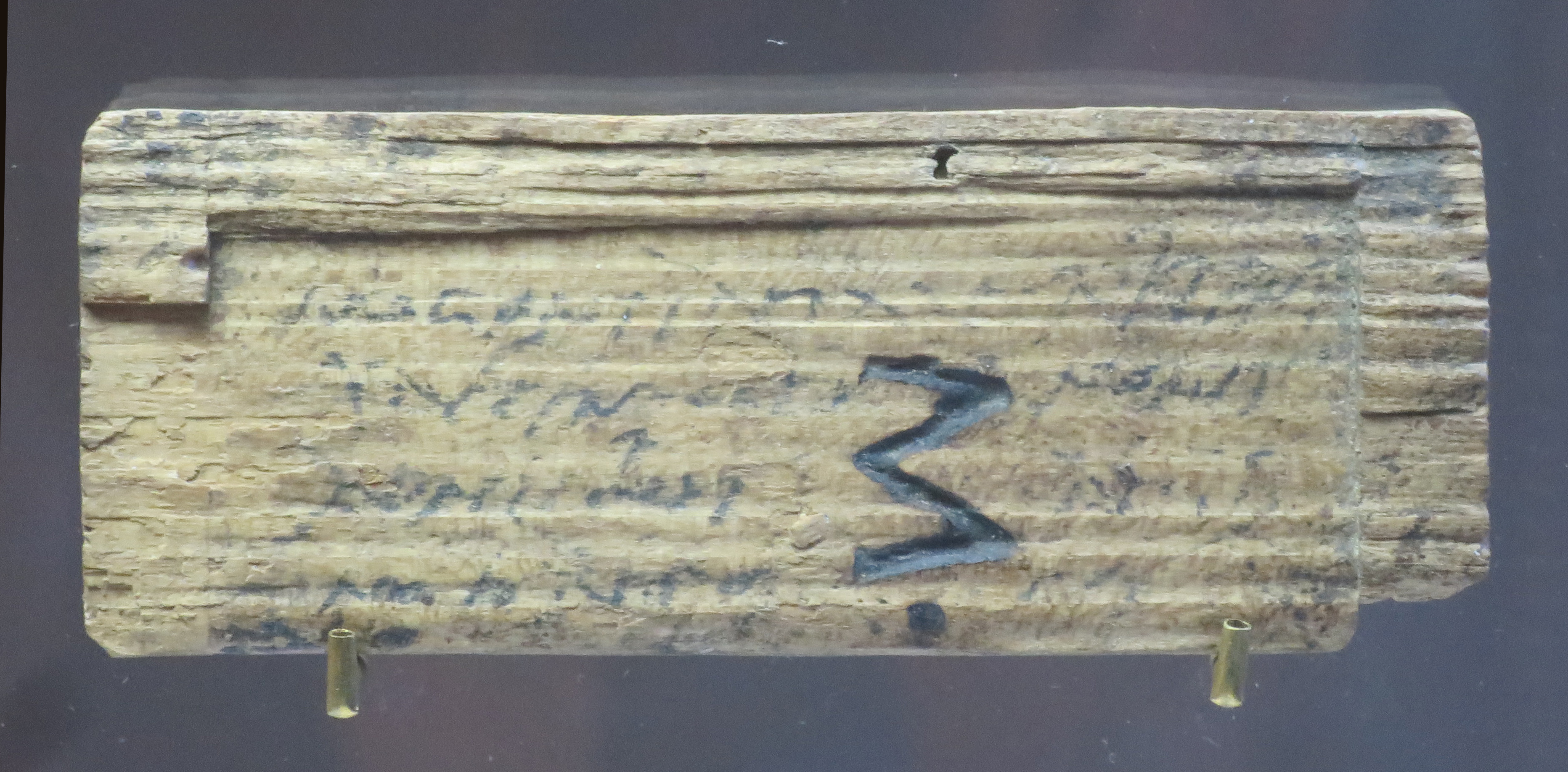
Quittung vom Salisberg

Die Quittung vom Salisberg ist das Fragment einer Quittung aus römischer Zeit. Sie wurde am 5. April des Jahres 130 n. Chr. ausgestellt und gilt als das älteste taggenau datierte und erhaltene Schriftstück in Deutschland.

## Beschreibung

### Schriftträger
Der Text der Urkunde steht auf einem hölzernen Fragment des Rahmens einer Wachstafel. Das Rahmenfragment misst 10 × 3,9 cm, was etwa ein Drittel der ursprünglichen Größe der Tafel darstellt, und besteht aus dem Holz der Weißtanne (Abies alba). Es lassen sich mehrere Stufen der Verwendung des Täfelchens erschließen:
1. Ursprünglich diente das Holzstück als Wachstafel: Der erhöhte Rand deutet darauf hin, dass die Tafel ursprünglich mit einem Wachsbett ausgefüllt war. Dieses konnte als Schriftträger dienen, indem mit einem Griffel (Stilus) in das weiche Wachs geritzt wurde. Texte aus dieser Erstverwendung sind nicht erhalten. Bei den beiden nächsten Verwendungen der Tafel war das Wachs nicht mehr vorhanden.
2. In zweiter Verwendung diente das Täfelchen vermutlich dazu, als Anhänger einen Warenbehälter zu beschriften. Dazu wurde mit einem Brandstempel der Buchstabe „M […]“ eingebrannt, der den Eigentümer der Ware kennzeichnete, also wohl ein Name, vermutet wird Marcus.[4]
3. In der nächsten Verwendung diente die Tafel wieder als Schriftträger für den Text einer Quittung. Hierfür wurde aber nun kein Wachs aufgetragen, sondern die Buchstaben wurden mit Tinte direkt auf das Holz geschrieben.
4. Etwa 20 Jahre später war die Tafel nur noch Abfall und wurde in dem aufgelassenen Brunnenschacht entsorgt, in dem sie 1997 entdeckt wurde.

### Text

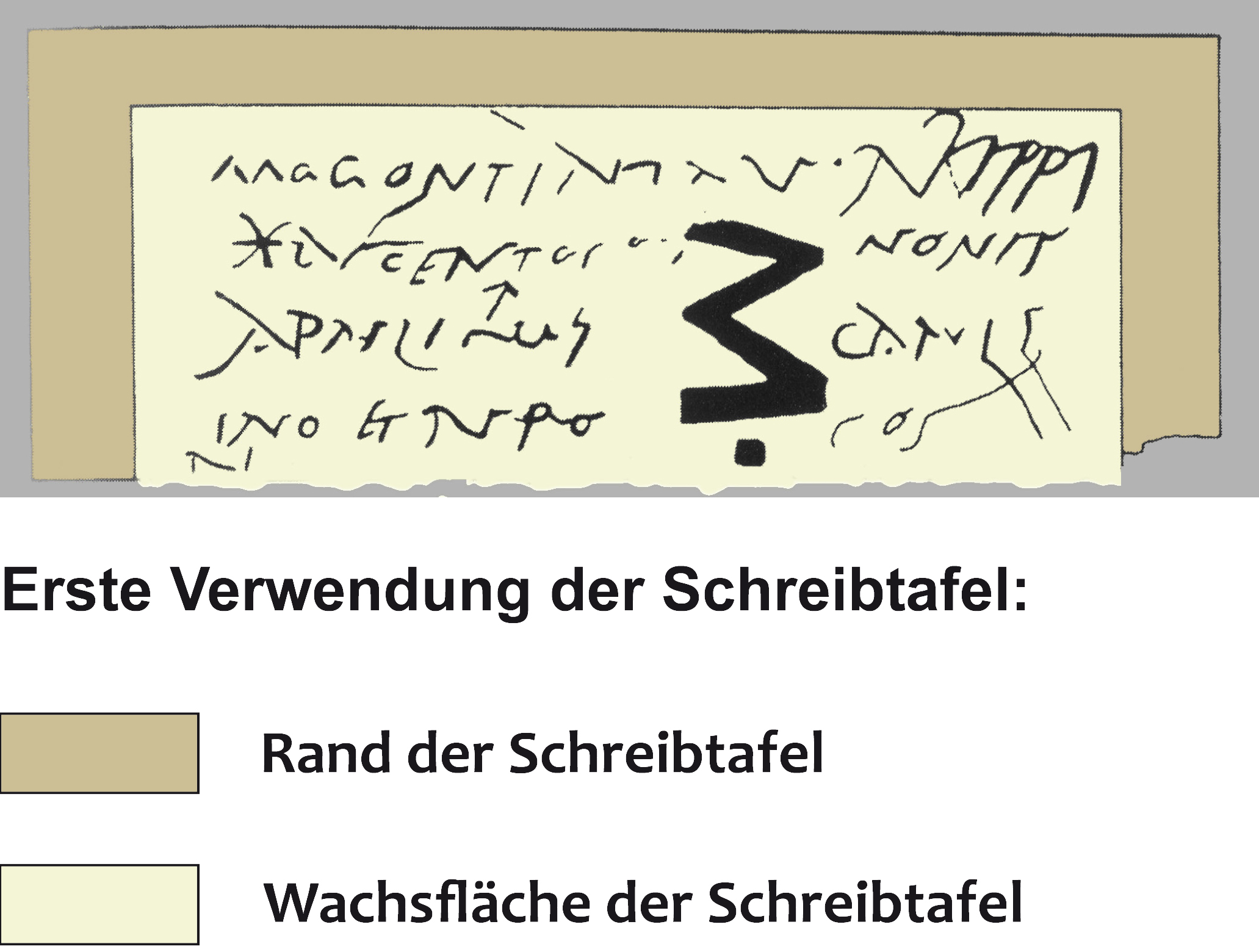
Umzeichnung

Der Text wurde – wahrscheinlich mit Eisengallustinte – in Kursive direkt auf das Holz des Täfelchens geschrieben. Der erhaltene Text lautet:
```
MOGONTIACI A(?) V(?) AKIPPI

*
 
(denarios) DUCENTOS ++(?) NONIS

APRILIBUS CATULL-

INO ET APRO CO(n)S(ulibus)
```

Übersetzung:

In Mainz, in A[.] V[.], habe ich erhalten 
200 [?] Denare an den Nonen
des April als Catullinus

und Aper Konsuln waren (= 5. April 130 n. Chr.)
In der fünften Zeile sind zu Beginn noch Buchstabenreste zu erkennen, danach bricht der Text ab. Nach dieser Stelle fehlen mindestens noch die Namen der an dem Geschäftsvorgang Beteiligten und wahrscheinlich der Geschäftsgegenstand.
Die Quittung ist eines der wenigen bekannten römischen Schreibtäfelchen an Mittel- und Niederrhein, die keinen offensichtlichen militärischen Zusammenhang erkennen lassen.
Das Verb des Satzes ist das einzige Wort des Textes, das vom klassischen Latein abweicht. Danach hätte hier „accepi“ stehen müssen, geschrieben wurde jedoch „akippi“. Eine solche orthografische Variante war in den nördlichen Randbereichen des Römischen Reiches nicht ungewöhnlich.
Eine Summe von 200 Denaren (oder etwas mehr) stellte 130 n. Chr. einen ganz erheblichen Wert dar. Der Jahressold eines Soldaten in den Auxiliartruppen betrug damals 225 Denare.

## Fundumstände
Die Tafel kam am Grund eines 6 m tiefen Brunnenschachtes bei einer archäologischen Ausgrabung des Hanauer Geschichtsvereins, einer Notgrabung vor einer anstehenden Baumaßnahme, im April 1997 zu Tage. Gefunden hat sie Peter Jüngling. Die Fundstelle liegt im Hanauer Stadtteil Kesselstadt in der Gemarkung Salisberg im ehemaligen römischen Vicus, der Zivilsiedlung, die sich rund um das Kastell Salisberg erstreckte. Der Brunnenschacht, in dem die Quittung zutage trat, liegt unmittelbar südlich des Kastells Salisberg.
Der Brunnenschacht wurde um 90 n. Chr. angelegt und am Ende des zweiten Viertels des 2. Jahrhunderts planmäßig verfüllt, nachdem er etwa 50 Jahre genutzt worden war. In der Nähe fließt die Kinzig, so dass im unteren Teil des Brunnenschachtes Feuchtbodenerhaltung vorlag und in größerem Umfang Holz erhalten blieb, darunter auch die Bruchstücke von mindestens zwei römischen Schreibtafeln. Die Reste einer Beschriftung mit Tinte wurden schnell erkannt, und Infrarot-Aufnahmen des Hessischen Landeskriminalamtes machten den Text weitgehend lesbar. So konnte der außergewöhnliche Fund schon nach etwa 18 Monaten erstmals publiziert und damit der Öffentlichkeit vorgestellt werden.

## Verbleib
Die Schreibtafel mit der Quittung ist im Museum Schloss Steinheim ausgestellt. Sie gehört dem Hanauer Geschichtsverein.